# Xã đặc quyền Frenchtown, Michigan
Xã Frenchtown (tiếng Anh: Frenchtown Township) là một xã thuộc quận Monroe, tiểu bang Michigan, Hoa Kỳ. Năm 2010, dân số của xã này là 20.428 người.